# Ruhleben (metropolitana di Berlino)
La stazione di Ruhleben è una stazione della metropolitana di Berlino, capolinea occidentale della linea U2.
È posta sotto tutela monumentale (Denkmalschutz).

## Storia
La stazione venne aperta all'esercizio il 22 dicembre 1929, come capolinea della nuova tratta dalla stazione di Stadion (oggi denominata «Olympia-Stadion»).

## Strutture e impianti
Il progetto architettonico della stazione fu elaborato da Alfred Grenander.

## Interscambi
- Fermata autobus